# Wolfgang von Strucker
Barun Wolfgang von Strucker je izmišljeni lik iz stripa, supernegativac kojeg su za Marvel Comics stvorili Stan Lee i Jack Kirby, a prvi put se pojavljuje u stripu Sgt. Fury and his Howling Commandos, broj 5 (1964.). Rođen u pruskoj aristokratskoj obitelji krajem 19. stoljeća, borio se za Njemačku u prvom i drugom svjetskom ratu, da bi nakon poraza nacizma utemeljio organizaciju HYDRA kojoj je jedini cilj vladanje svijetom. Najveći neprijatelj mu je Nick Fury. Campbell Lane ga je glumio 1998. u TV filmu Nick Fury: Agent Shielda a Thomas Kretschmann u filmovima Kapetan Amerika: Ratnik zime (2014.) i Osvetnici 2: Vladavina Ultrona 2015. g.